# Galileo Emendabili

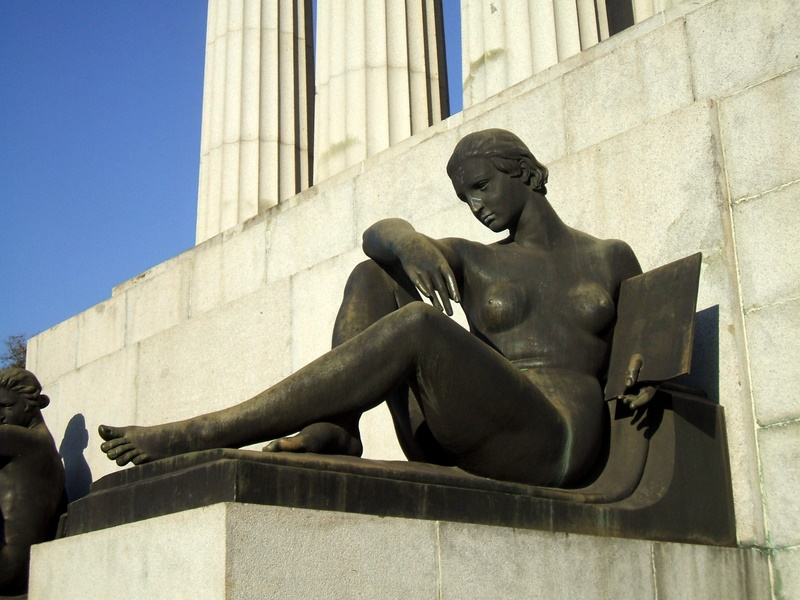
Alegoría de la Pintura en el monumento a Ramos de Azevedo.

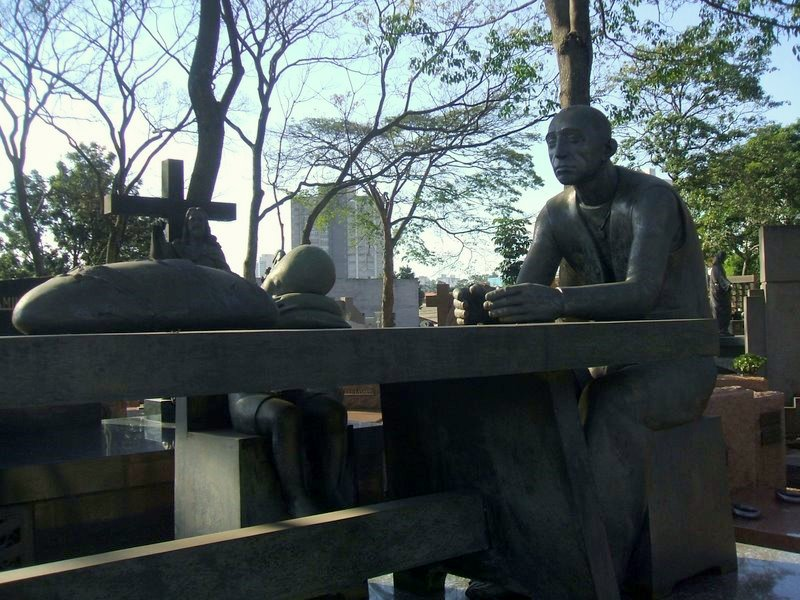
Túmulo de la familia Forte en Sao Paulo.

Galileo Ugo Emendabili (Ancona, 8 de mayo de 1898  — São Paulo, 14 de enero de 1974) fue un escultor italo-brasileño.

## Biografía
Su padre, Ludovico, era propietario de un aserradero, donde Emendabili aprendió y se enamoró del arte de la talla de madera. En su ciudad natal, trabajó en el taller del sordo-mudos Clementi, un maestro ebanista.
Autor de varias obras, algunas con motivos republicanos, Emendabili se hizo famoso, pero comenzó a enfrentar con dificultades en concursos de arte, ya que Italia era una monarquía en ese momento.
Queriendo seguir ejerciendo su trabajo libremente, Emendabili decidió abandonar Italia. Ya casado con Malvina Manfrini, partió el 16 de junio de 1923 con un billete de tercera clase desde Génova en un barco cuyo destino final era Buenos Aires.
Emendabili llegó a Santos el 3 de julio, estableciéndose en São Paulo, donde —y con la ayuda de la numerosa comunidad italiana— se convirtió rápidamente en uno de los artistas más conocidos, habiendo ganado varios concursos.
Varias de sus obras pueden verse en mausoleos del cementerio de la Consolación o en la Pinacoteca del Estado de São Paulo. Es autor, entre otros monumentos públicos en la ciudad de Sao Paulo, del monumento Obelisco al Soldado Mausoleo Constitucionalista 1932 (1954), en el Parque Ibirapuera, y del dedicado al científico Dr. Luis Pereira Barreto (1927), en la confluencia de las avenidas y Angélica y San Juan. En 1934, diseñó y ejecutó el monumento a Ramos de Azevedo, que actualmente se encuentra en la Ciudad Universitaria de la Universidad de São Paulo.